# Salle de crise de la Maison-Blanche
« Situation Room » redirige ici. Pour la photographie homonyme, voir The Situation Room.

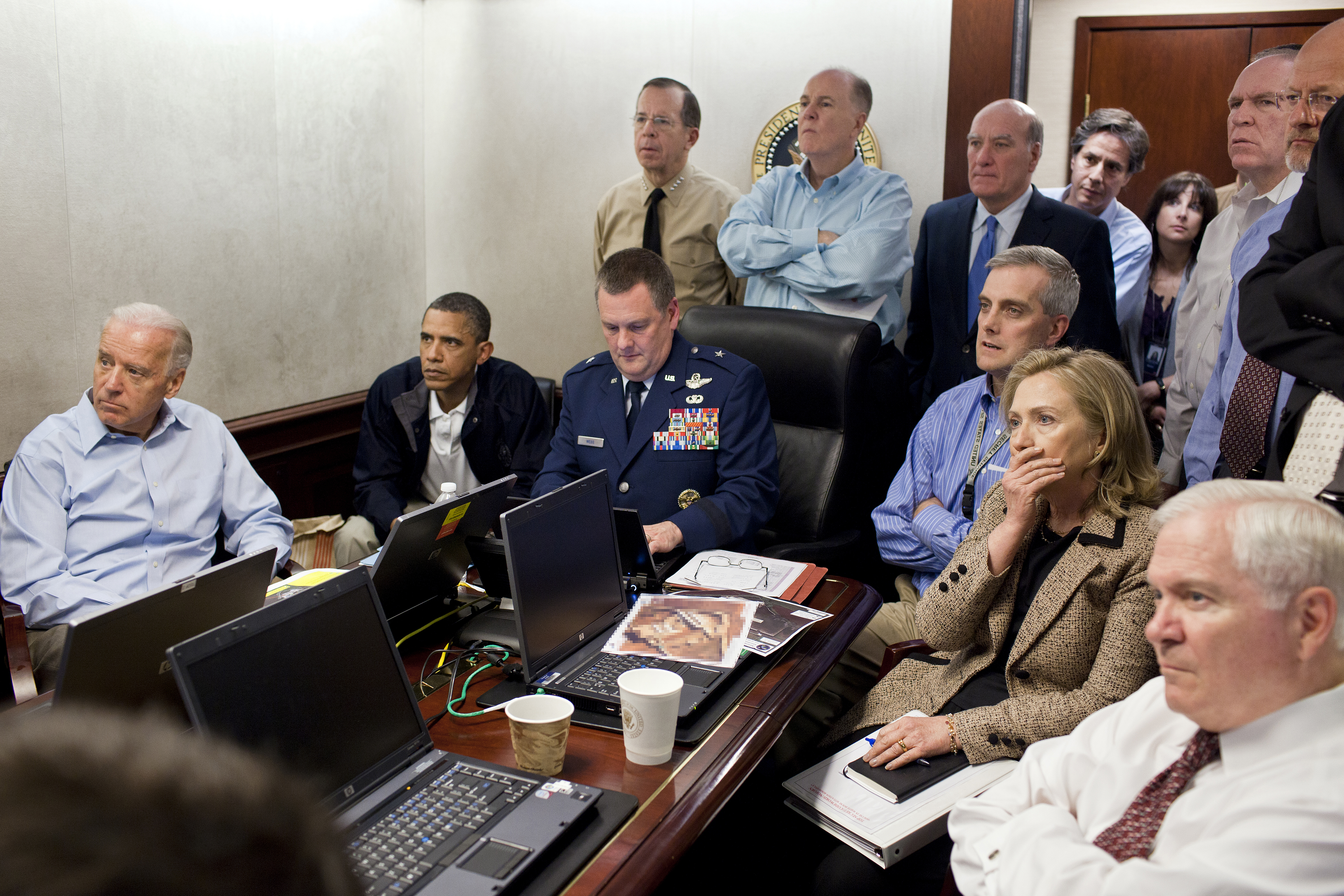
Le président Barack Obama et les membres du Conseil de sécurité nationale suivent en direct l'opération visant à tuer Oussama ben Laden dans la salle de crise de la Maison-Blanche, le 1 mai 2011.

La salle de crise de la Maison-Blanche, ou White House Situation Room en anglais, est un espace de conférence et de gestion des renseignements d'environ 465 m2 située sous l'aile Ouest de la Maison-Blanche. Elle est gérée par le Conseil de sécurité nationale et sert principalement au président américain et à ses conseillers lorsqu'ils doivent gérer des crises intérieures ou extérieures et pour avoir des communications sécurisées avec des personnes extérieures (souvent situées outre-mer).
La Situation Room est équipée de matériels de communication de pointe et sécurisés permettant au président de commander et de contrôler les forces armées des États-Unis à travers le monde. L'espace a été agrandi et modernisé de 2006 à 2007 et comprend entre autres trois salles de conférences principales, un bureau présidentiel et une salle de veille (« Watch center »).
Elle n'est pas située dans un bunker mais simplement au sous-sol. Le bunker de la Maison-Blanche se trouve sous l'aile Est et abrite le Centre opérationnel d'urgence présidentiel (Presidential Emergency Operations Center ou PEOC).

## Historique

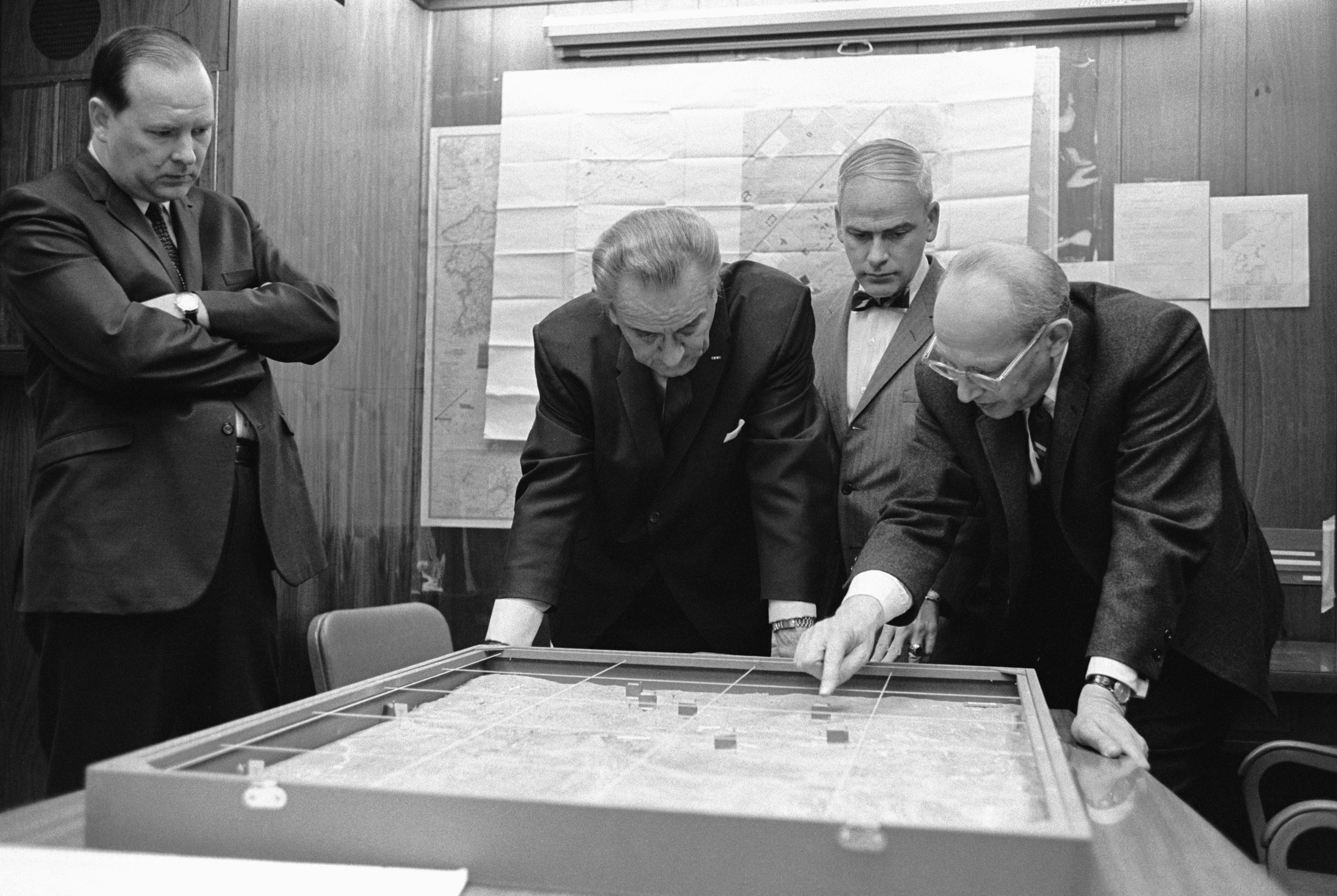
W.W. Rostow montrant une carte de Khe Sanh au président Johnson dans la Situation Room en février 1968.

Ronald Reagan écoutant des informations concernant un bombardement de la Libye en 1986.

Le lancement de la construction de la Situation Room  fut décidé en mai 1961 sous la présidence John F. Kennedy par son conseiller à la Sécurité nationale McGeorge Bundy après que l'échec du débarquement de la baie des Cochons fut attribué à un manque d'informations en temps réel.
Les systèmes de communication y sont sécurisés et l'intérieur est équipé de caissons qui abritent différents systèmes audio, vidéo et autres systèmes électroniques, matériel se modernisant avec le temps.
Le président Richard Nixon la fait rénover, son conseiller à la sécurité nationale Henry Kissinger l'ayant décrite comme « inconfortable, inesthétique et particulièrement oppressante ».
La salle principale a accueilli des réunions historiques importantes avec les présidents suivants : John Fitzgerald Kennedy lors de la crise des missiles de Cuba, Lyndon B. Johnson pendant la guerre du Vietnam, Jimmy Carter lors de la crise des otages américains en Iran, George H. W. Bush pendant la guerre du Golfe, George W. Bush après les attentats du 11 septembre 2001, Barack Obama lors de la mort d'Oussama ben Laden (donnant lieu à une célèbre photographie : The Situation Room), Donald Trump quand est tué le chef de l'État islamique (EI) Abou Bakr al-Baghdadi, Joe Biden lors de la mort du nouveau dirigeant de l'EI Abou Ibrahim al-Hachimi al-Qourachi ou encore Donald Trump, lors de son second mandat, pendant les frappes américaines sur les sites nucléaires iraniens. 

## Rénovation de 2006

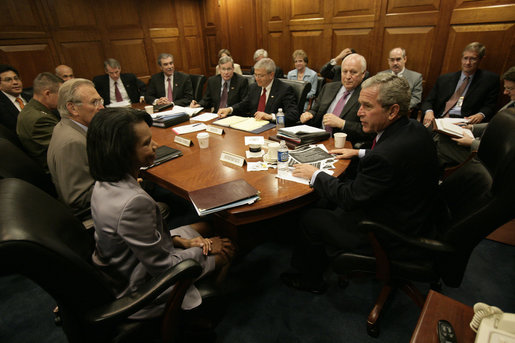
Réunion du Conseil de sécurité nationale, avec au premier plan le président George W. Bush et la secrétaire d'État Condoleezza Rice dans la Situation Room le 5 juillet 2006, peu de temps avant le début de sa rénovation.

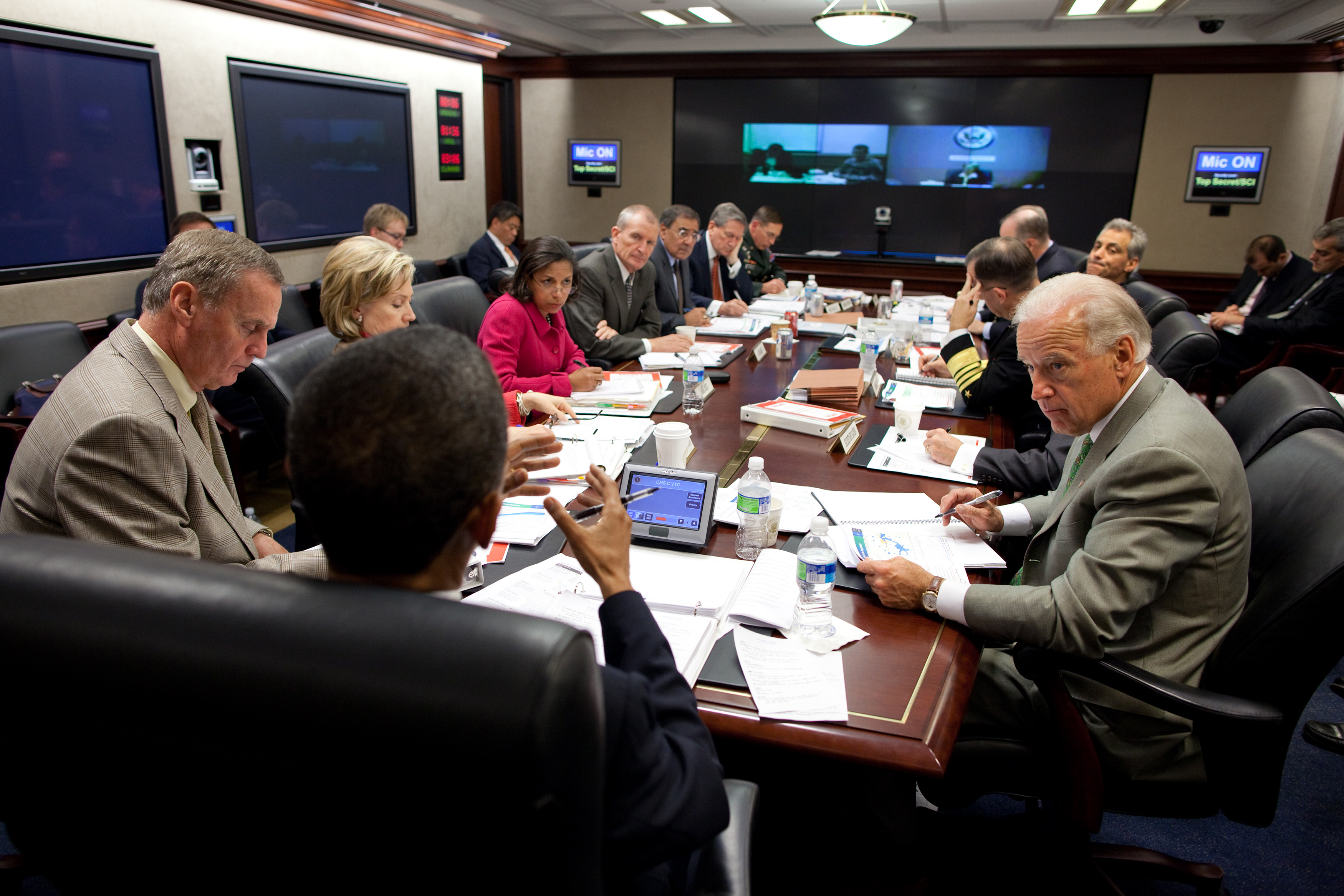
Le président Barack Obama (de dos) assiste à une réunion sur l'Afghanistan avec en vidéoconférence les responsables militaires sur place, en octobre 2009.

À partir du second semestre 2006, la pièce fut entièrement rénovée et largement agrandie en s'étendant vers le sud. On passa d'une salle principale de conférence à trois. Une des salles est plus particulièrement destinée aux réunions présidentielles et/ou du conseil national de sécurité.
Des écrans plats et des nouveaux appareils furent ajoutés. Des dispositifs spéciaux ont par exemple été installés pour interdire l'utilisation de téléphones cellulaires non autorisés. Des cabines privatives (surnommées les Superman tubes) permettent désormais des appels depuis des postes téléphoniques sécurisés et confidentiels. Le pupitre de contrôle a été optimisé pour améliorer le travail des équipes.
Le centre de supervision (Watch Center) fut réaménagé avec des sièges en gradink permettant une meilleure vision et une coordination plus facile de l'équipe. Une salle annexe équipée fut aménagée, contigüe au centre de supervision, afin de pouvoir accueillir du personnel supplémentaire en cas de crise.
La rénovation fut officiellement achevée à la mi-mai 2007. Avant la cérémonie de réouverture, George W. Bush et le Premier ministre britannique Tony Blair participèrent à une vidéoconférence avec des membres des forces armées en Irak depuis la salle rénovée. Le lendemain, le 17 mai 2007, le président, en coupant le ruban, l'inaugura officiellement. Après cette cérémonie, la Maison-Blanche délivra sur son site Internet une vidéo de présentation de la nouvelle Situation Room.

## Rénovation de 2023
La salle est de nouveau modernisée en 2023 avec des équipements très récents ; les travaux coûtent 50 millions de dollars.

## Fonctionnement
Hors période de crise, la Situation Room accueille (en 2009) plus d'une vingtaine de conférences différentes par jour soit plus de 250 personnes, principalement des réunions entre différentes agences ou départements fédéraux et des membres de la Maison-Blanche. Les réunions du conseil national de sécurité s'y tiennent habituellement.
Une équipe opère 24h/24 cet espace, elle est composée pour un tiers d'officiers d'agences de renseignements, pour un tiers de personnel du département de la Sécurité intérieure et pour le dernier tiers de militaires. Elle se tient informée des différents évènements aux États-Unis et dans le monde et en rend compte à la hiérarchie de l'équipe présidentielle. Elle rédige 3 rapports de synthèse quotidien à l'intention du président.
Porte-parole de la Maison-Blanche (2020-2021), Kayleigh McEnany raconte ses passages dans la salle de crise : « C'est une expérience saisissante. À chaque fois, on laisse son téléphone à la porte. On entre, dans un lieu de 450 m2, avec les horloges de tous les pays du monde, des différents fuseaux horaires. Et on est assis là, au moment même où des décisions cruciales sont prises ». 

## Dans la culture populaire
Des scènes se déroulant dans cette salle apparaissent régulièrement dans les films et dans des séries télévisées comme À la Maison-Blanche, Commander in Chief ou encore 24 heures chrono. À noter que dans la série À la Maison-Blanche, on constate à de nombreuses reprises que la Situation room se situe au premier sous-sol puisque que l'on voit les personnages de la série emprunter seulement un escalier pour l'atteindre.
Dans les films, la pièce y est, quant à elle, décrite comme une sorte de bunker, ce qu'elle n'est pas dans la réalité. La taille de la salle y apparaît aussi souvent plus grande que la taille réelle et la technologie employée beaucoup plus évoluée qu'elle ne l'était dans l'ancienne salle.
La principale émission d'actualité politique de la chaîne d'information CNN, présentée par Wolf Blitzer, s'appelle The Situation Room. 